# Siren Sundby
Siren Sundby (Lørenskog, 2 dicembre 1982) è un'ex velista norvegese.

## Palmarès

### Olimpiadi
- 1 medaglia:
  - 1 oro (Atene 2004 nella classe Europe)

### Mondiali
- 3 medaglie:
  - 2 ori (Cadice 2003 nella classe Europe; Cagliari 2004 nella classe Europe)
  - 1 argento (Hamilton 2002 nella classe Europe)

### Europei
- 1 medaglia:
  - 1 oro (Palma di Maiorca 2003 nella classe Europe)